# Shizishan, Hubei
Shizishan är en sockenhuvudort i Kina. Den ligger i provinsen Hubei, i den centrala delen av landet, omkring 12 kilometer söder om provinshuvudstaden Wuhan. Antalet invånare är 99 255. Befolkningen består av 44 923 kvinnor och 54 332 män. Barn under 15 år utgör 4,0 %, vuxna 15-64 år 91 %, och äldre över 65 år 4,0 %.
Runt Shizishan är det mycket tätbefolkat, med 1 095 invånare per kvadratkilometer. Närmaste större samhälle är Wuhan, 12,4 km nordväst om Shizishan. Trakten runt Shizishan består till största delen av jordbruksmark.
Genomsnittlig årsnederbörd är 1 713 millimeter. Den regnigaste månaden är juli, med i genomsnitt 238 mm nederbörd, och den torraste är december, med 29 mm nederbörd.